# Sandy Walsh
Sandy Walsh,  né le 14 mars 1995 à Bruxelles en Belgique, est un footballeur international indonésien qui joue  au poste de défenseur au Yokohama F. Marinos. Il possède également les nationalités belge et néerlandaise.

## Biographie
Sandy Walsh est né à Bruxelles d'un père irlandais qui est né en Angleterre et d'une mère indonésienne qui est née en Suisse (non loin de la frontière française) et qui s'est éxilée aux Pays-Bas.

## Palmarès

### En équipe nationale
- Pays-Bas -17 ans
  - Vainqueur du championnat d'Europe des moins de 17 ans en 2012